# Соијанела (Пиза)
Соијанела је насеље у Италији у округу Пиза, региону Тоскана.
Према процени из 2011. у насељу је живело 251 становника. Насеље се налази на надморској висини од 86 м.